# Aphilodon weberi
Aphilodon weberi är en mångfotingart som beskrevs av Filippo Silvestri 1909. Aphilodon weberi ingår i släktet Aphilodon och familjen Aphilodontidae. Inga underarter finns listade i Catalogue of Life.